# Tracey Tan
Tracey Tan (16 de julio de 1976) es una deportista singapurense que compitió en vela en la clase Laser Radial. Ganó una medalla de bronce en el Campeonato Mundial de Laser Radial de 1994.

## Palmarés internacional
| \| Campeonato Mundial \| Campeonato Mundial \| Campeonato Mundial \| Campeonato Mundial \| \| Año \| Lugar \| Medalla \| Clase \| \| ------------------ \| ------------------ \| ------------------ \| ------------------ \| \| 1994 \| Wakayama (Japón) \| Medalla de bronce \| Laser Radial \| |                  |                   |              |
| Campeonato Mundial |                  |                   |              |
| Año | Lugar            | Medalla           | Clase        |
| 1994 | Wakayama (Japón) | Medalla de bronce | Laser Radial |